# Lina Heydrich
Lina Mathilde Heydrich, nata von Osten, poi Manninen; (Fehmarn, 14 giugno 1911 – Fehmarn, 14 agosto 1985) fu la moglie dell'SS-Obergruppenführer Reinhard Heydrich, una delle figure di spicco della Germania nazista.

## Biografia
Figlia di un aristocratico tedesco minore che lavorava come insegnante, incontrò Reinhard Heydrich nel dicembre 1930. I due si sposarono il 26 dicembre 1931 e ebbero quattro figli. Dopo la guerra, affermò di non aver mai saputo nulla dei crimini di guerra commessi da suo marito, mentre era al comando dell'Ufficio principale della sicurezza del Reich (Reichssicherheitshauptamt; RSHA).

### Adesione al Partito nazista
Il fratello di Lina, Jürgen, si unì al Partito nazista e divenne un membro delle Sturmabteilung (SA). Parlò molto bene del movimento a Lina e lei partecipò a una manifestazione del partito nel 1929 dove parlò Adolf Hitler. Poco dopo, Lina von Osten si unì al Partito nazista con il numero di iscrizione: 1.201.380.
Il 6 dicembre 1930, all'età di 19 anni, partecipò a un ballo di un club di canottaggio a Kiel e lì incontrò l'allora tenente di marina Heydrich. Poco dopo annunciarono il loro fidanzamento, il 18 dicembre 1930.
Nel 1931 Reinhard Heydrich fu accusato di "condotta sconveniente a un ufficiale e gentiluomo" per aver infranto la promessa di fidanzamento con una donna che conobbe sei mesi prima del fidanzamento con Lina. L'ammiraglio Erich Raeder licenziò Heydrich dalla marina in aprile. Il licenziamento devastò Reinhard, che si ritrovò senza prospettive di carriera.
Lina riuscì a convincere il suo futuro marito a considerare la Schutzstaffel (SS), di recente formazione, come opzione di carriera. Nel 1931 il leader delle SS, Heinrich Himmler, iniziò a creare una divisione di controspionaggio delle SS. Agendo su consiglio del suo socio Karl von Eberstein, un amico della famiglia Heydrich, Himmler accettò di intervistare Heydrich, ma annullò il loro appuntamento all'ultimo minuto. Lina ignorò questo messaggio, preparò la valigia di Reinhard e lo mandò a Monaco.
Eberstein incontrò Heydrich alla stazione dei treni e lo portò a incontrare Himmler. Himmler chiese a Heydrich di trasmettere le sue idee per lo sviluppo di un servizio di intelligence delle SS. Himmler fu così impressionato che assunse immediatamente Heydrich come capo del nuovo SS "Ic Service" o Intelligence Service (che in seguito sarebbe diventato noto come Sicherheitsdienst (SD)). Tornò ad Amburgo con la buona notizia. Heydrich entrò nelle SS di Amburgo il 14 luglio. In agosto fu trasferito a Monaco, dove viveva da solo in una pensione che affittava stanze a SS non sposati. Lina in seguito dichiarò che Reinhard Heydrich non lesse mai il libro di Hitler, Mein Kampf. I due si sposarono in una piccola chiesa a Grossenbrode il 26 dicembre 1931.

### Dopoguerra
Lina Heydrich venne sollevata da ogni accusa durante il procedimento di de-nazificazione dopo la fine della guerra. Inoltre ottenne il diritto a ricevere una pensione a seguito di una serie di casi giudiziari contro il governo della Germania occidentale nel 1956 e nel 1959. La pensione le venne riconosciuta perché suo marito era un generale tedesco ucciso in azione. Il governo precedentemente aveva rifiutato di pagare a causa del ruolo di Heydrich nell'Olocausto.
Nel 1965, incontrò il regista teatrale finlandese Mauno Manninen mentre era in vacanza in Finlandia e successivamente lo sposò allo scopo di cambiare il suo cognome. Gestiva l'ex casa estiva di Reinhard Heydrich a Fehmarn come ristorante e locanda fino a quando non venne bruciata nel febbraio 1969.
Nel 1976 pubblicò un libro di memorie, Leben mit einem Kriegsverbrecher ("La vita con un criminale di guerra"). Parlò con diversi autori, inviando lettere di correzione a molti giornali e difese la reputazione del suo primo marito fino alla sua morte, avvenuta all'età di 74 anni il 14 agosto 1985 a Fehmarn.

## Vita privata
Lina Heydrich diede alla luce due figli, Klaus (nato il 17 giugno 1933) e Heider (nato il 23 dicembre 1934). Alla fine degli anni '30, i doveri di Reinhard Heydrich lo portarono a lavorare per lunghe ore e spesso a essere lontano da casa. Questo lasciò Lina a casa con i bambini e dovette gestire la casa da sola. Ciò mise a dura prova il loro matrimonio che portò quasi al divorzio. Tuttavia, la coppia riconciliata Heydrich ebbe un'altra figlia, una figlia di nome Silke (nata il 9 aprile 1939). Reinhard mostrò con orgoglio la sua bambina e i due ebbero uno stretto rapporto.
Il loro quarto figlio, una figlia di nome Marte (nata il 23 luglio 1942), nacque dopo la morte del padre; Klaus morì in seguito a un incidente stradale il 24 ottobre 1943. Quel giorno Klaus stava pedalando con suo fratello Heider nel cortile del castello Panenské Břežany (Jungfern-Breschan). Vedendo che il cancello della strada era aperto, Klaus uscì sulla strada dove fu investito da un piccolo camion che scendeva lungo la strada. Klaus morì per le ferite riportate più tardi quel pomeriggio.
In riconoscimento del servizio di suo marito alla causa nazista, Hitler diede a Lina la tenuta di campagna di Jungfern-Breschan nella Boemia rurale. Lina vendette le altre proprietà della famiglia, compresa la casa a Berlino e il casino di caccia vicino a Nauen. La famiglia visse lì fino all'aprile 1945 quando, insieme a molti altri tedeschi, lasciarono l'area per fuggire dall'avanzata dell'Armata Rossa sovietica. La famiglia arrivò in Baviera e poi tornò sull'isola di Fehmarn dove gli fu permesso di vivere nella loro casa dopo che l'esercito britannico si trasferì nello stesso anno.

## Nella cultura di massa
- Il film L'uomo dal cuore di ferro del 2017 incentrato sulla vita di Reinhard Heydrich, ha tra i personaggi Lina von Osten, interpretata dall'attrice britannica Rosamund Pike.